# 寇世勳
寇世勳（1954年10月4日—），綽號「寇子」，出生於台灣台中，台灣男演員，籍貫河南洛陽。曾經多次入圍金鐘獎最佳電視男演員獎；并获金鹰奖海外华人港臺演员最高荣誉特别奖。2002年荣获第七届亚洲电视节最佳男演员。長子寇家瑞於2008年演出電視劇而出道。

## 簡史
寇世勳畢業於世界新聞專科學校（現世新大學）廣播電視科，喜歡看電影；寒、暑假時进入电视台打工，擔任臨時演員一年與特約演員半年。1976年，專科學校毕业，成為中國電視公司（中視）基本演員。但是，直到參演中視連續劇《纯纯的爱》，才開始扮演男主角。（《純純的愛》男主角從第三集起，因火災而必須醜化半邊臉，故無人肯扮演該劇男主角。）此後，直到參演《橘子紅了》以前，只參演中視的電視劇。自參演《橘子紅了》以來，也參與許多在中國大陸拍攝的戲劇。
除了演戲以外，寇世勳擅長拿著明星照片畫素描，包括他自己的照片。

## 演出作品

### 電視劇/網路劇（台灣）
| 年份          | 頻道                     | 劇名                             | 角色                        |
| 1970年        | 中國電視公司             | 《萬福臨門》                     | 警察                        |
| 1976年        | 中國電視公司             | 《大野雄風》                     |                             |
| 1976年        | 中國電視公司             | 《純純的愛》                     | 陸帆影                      |
| 1979年        | 中國電視公司             | 《幾番風雨幾番情》               | 高行健                      |
| 1979年        | 中國電視公司             | 《一襲青紗萬縷情》               | 沈志豪／沈念祖              |
| 1980年        | 中國電視公司             | 《花好春長在》                   | 余君平                      |
| 1980年        | 中國電視公司             | 《戰國風雲》                     | 平原君趙勝                  |
| 1981年        | 中國電視公司             | 《深秋楓又紅》                   | 楚風                        |
| 1981年        | 中國電視公司             | 《還君明珠》                     | 應子涵                      |
| 1982年        | 中國電視公司             | 《相思万里心》                   | 男主角                      |
| 1983年        | 中國電視公司             | 《鐵漢嬌娃》                     | 不詳                        |
| 1983年        | 中國電視公司             | 《愛之旅》                       | 徐英風                      |
| 1983年        | 中國電視公司             | 《梅花特攻隊》                   | 寇子                        |
| 1984年        | 中國電視公司             | 《感情的債》                     | 男主角                      |
| 1984年        | 中國電視公司             | 《一加一不等於二》               | 大智                        |
| 1984年        | 中國電視公司             | 《昨夜星辰》                     | 吳應強                      |
| 1984年~1985年 | 中國電視公司             | 《一剪梅》（初名《大地風雨情》） | 趙時俊                      |
| 1985年        | 中國電視公司             | 《秋水伊人》                     | 何尋（何祖望）              |
| 1985年        | 中國電視公司             | 《心聲淚痕》                     | 任天磊                      |
| 1985年        | 中國電視公司             | 《牽情》                         | 關修安                      |
| 1986年        | 中國電視公司             | 《如果有來生》                   | 陸維桐                      |
| 1986年        | 中國電視公司             | 《第三者》                       | 葛平洋                      |
| 1986年        | 中國電視公司             | 《上錯天堂投錯胎》               | 展鳳臣 、王大海、劉標、錢董 |
| 1986年        | 中國電視公司             | 《家和萬事興》                   | 林天来                      |
| 1987年        | 中國電視公司             | 《大野英豪》                     | 白狼                        |
| 1987年        | 中國電視公司             | 《想念的季節》                   | 關志堯                      |
| 1987年        | 中國電視公司             | 《珍珠傳奇》                     | 馮立                        |
| 1987年        | 中國電視公司             | 《長江一號》                     | 鄭春雷                      |
| 1988年        | 中國電視公司             | 《再回到從前》                   | 顏克強                      |
| 1988年        | 中國電視公司             | 《情義無價》                     | 鍾凱強                      |
| 1988年        | 中國電視公司             | 《真正的溫柔》                   | 李念祖                      |
| 1988年        | 中國電視公司             | 《貂蟬》                         | 董卓                        |
| 1989年        | 中國電視公司             | 《銀女》                         | 李明                        |
| 1989年        | 中國電視公司             | 《鋤頭博士》                     | 趙東山                      |
| 1989年        | 中國電視公司             | 《情繫半生緣》                   | 沈子豪                      |
| 1990年        | 中國電視公司             | 《我愛芳鄰》                     | 羅瑞福                      |
| 1991年        | 中國電視公司             | 《長官好！》                     | 曾國豪                      |
| 1991年        | 中國電視公司             | 《老板的四個男人》               | 王大偉                      |
| 1992年        | 中國電視公司             | 《我的爸爸是主播》               | 秦世豪                      |
| 1993年        | 中國電視公司             | 《黄土地外的天空》               | 万常青                      |
| 1993年        | 臺灣電視公司             | 《人間天堂》                     | 黎展照                      |
| 1993年        | 中華電視公司             | 《秦俑》                         | 秦始皇 /秦剛                |
| 1994年        | 廣電基金、中國電視公司   | 《地久天長》                     | 張寶貴                      |
| 1994年        | 中國電視公司             | 《那一年我們都很酷》             | 張文華                      |
| 1995年        | 中國電視公司             | 《愛在他鄉》                     | 程威                        |
| 1996年        | 中國電視公司             | 《偶像一級棒》之〈老式情歌〉     |                             |
| 1996年        | 中國電視公司             | 《再牽你的手》                   | 雷建國                      |
| 1996年        | 中國電視公司             | 《紅塵》                         | 江維賢                      |
| 1996年        | 公共電視公司             | 《夏日午後》                     | 余大方                      |
| 1998年        | 台灣電視公司             | 《烈火情》                       | 雷震亞                      |
| 1998年        | 中國電視公司             | 《桃花情》                       | 黄仲楷                      |
| 1998年        | 中國電視公司             | 《女人花》                       | 徐正偉                      |
| 1998年        | 中國電視公司             | 《鄉野奇談之藍狐情緣》           | 李吉                        |
| 1999年        | 中國電視公司             | 《白手風雲》                     | 蕭遠風                      |
| 1999年        | 公共電視公司             | 《曾經》                         | 張德唐                      |
| 2000年        | 公共電視公司             | 《橘子紅了》                     | 容耀華                      |
| 2011年        | 臺灣電視公司、三立都會台 | 《勇士們》                       | 杜慶之                      |
| 2011年        | 公共電視公司             | 《瑰寶1949》                     | 容愷之                      |
| 2015年        | 三立都會台               | 《軍官·情人》                    | 王大山                      |
| 2016年        | 中國電視公司、中天綜合台 | 《讓愛飛揚》                     | 戎翼                        |
| 2022年        | 大愛電視台               | 《你好，我是誰？》               | 曹汶龍                      |
| 2022年        | Netflix                  | 《媽，別鬧了！》                 | 陳光輝                      |
| 2024年        | 大愛電視台               | 《你好，我是誰2》                | 曹汶龍                      |
| 2024年        | 八大電視、東森電視       | 《永生密碼一九七》               |                             |

### 電視劇/網路劇（中國大陸）
| 年份   | 頻道               | 劇名                                             | 角色        |
| 2000年 | 央視               | 《像霧像雨又像風》                               | 杜雲鶴      |
| 2001年 | 央視               | 《護國良相狄仁傑之京都疑雲》（《神斷狄仁傑》）   | 狄仁傑      |
| 2002年 | 央視               | 《護國良相狄仁傑之風摧邊關》                     | 狄仁傑      |
| 2002年 | 央視               | 《護國良相狄仁傑之古墓惊雷》                     | 狄仁傑      |
| 2003年 | 央視               | 《永樂英雄兒女》                                 | 永樂帝朱棣  |
| 2004年 | 央視               | 《玫瑰花開》（《生死二十天》）                   | 方其東      |
| 2004年 | 央視               | 《上海風雲》                                     | 葉鑫魁      |
| 2004年 | 央視               | 《别在夢醒之前離開我》（《夢醒灕江、烈愛傷痕》） | 沈慕光      |
| 2004年 | 央視               | 《天國之吻》（《天使的歌聲》）                   | 陳世傑      |
| 2004年 | 央視               | 《刀鋒1937》                                     | 龐德        |
| 2005年 | 央視               | 《行走的雞毛撣子》（《大豪門》）                 | 耿佩奇      |
| 2005年 | 央視               | 《第一茶莊》（《斷掌茶娘》）                     | 趙如海      |
| 2006年 | 央視               | 《金岸》（《风雨唐人街》）                       | 梅錫麟      |
| 2006年 | 央視               | 《暴雨梨花》                                     | 爾連城      |
| 2007年 | 央視               | 《夢幻天堂》                                     | 陳建廷      |
| 2007年 | 央視               | 《鐵觀音傳奇》                                   | 乾隆帝      |
| 2007年 | 央視               | 《滴血戰刀》（大秦直道）                         | 秦始皇      |
| 2007年 | 央視               | 《最後的謊言》（《秋去秋来》）                   | 苏文培      |
| 2008年 | 央視               | 《虎山行》                                       | 容沧海      |
| 2010年 | 央視               | 《天涯赤子心》                                   | 鄭永昌      |
| 2011年 | 央視               | 《光榮使命》                                     | 呂長樂      |
| 2011年 | 央視               | 《隋唐英雄》                                     | 隋文帝楊堅  |
| 2012年 | 央視               | 《九死一生》                                     | 龍浦生      |
| 2012年 | 央視               | 《楚漢爭雄》                                     | 秦始皇      |
| 2013年 | 央視               | 《紅轎子》                                       | 戈先生      |
| 2016年 | 央視               | 《龍鼎風雲》                                     | 顧慶春      |
| 2020年 | 優酷視頻           | 《景德鎮》                                       | 张泽昌      |
| 2020年 | 愛奇藝、騰訊視頻   | 《黑白禁区》                                     | 凱撒        |
| 2021年 | 愛奇藝、騰訊視頻   | 《不说再见》                                     | 歐振海      |
| 2021年 | 愛奇藝、騰訊視頻   | 《勇敢的心2》                                    | 丰爷/丰三江 |
| 2024年 | 北京衛視、江蘇衛視 | 《但願人長久》                                   | 電台主任    |

### 電視劇（美國）
| 年份   | 頻道    | 劇名         | 角色 |
| 2023年 | Netflix | 《孫家兄弟》 | 大孫 |

### 电影
| 年份   | 片名               | 角色     |
| 1979年 | 《成功嶺上》       |          |
| 1980年 | 《石榴裙下只有我》 |          |
| 1980年 | 《大湖英烈》       |          |
|        | 《生命的花朵》     | 唐天恩   |
| 1982年 | 《血战大二膽》     |          |
|        | 《琴操》           |          |
|        | 《地狱里的天堂鸟》 | 李成竹   |
| 2014年 | 《太平輪(上)》     | 周中鼎   |
| 2015年 | 《大囍临门》       | 高守     |
| 2015年 | 《太平輪(下)》     | 周中鼎   |
| 2016年 | 《情比山高》       | 李大头人 |
| 2018年 | 《中国合伙人2》    |          |
| 2022年 | 《一家之主》       | 羅大偉   |
| 2026年 | 《鬼牽手》         |          |

## 执导或制片的作品
| 年份   | 名稱               | 備註                               |
|        | 《白粉街》         | 舞台劇，導演、演出                 |
| 1989年 | 《银女》           | 戲劇指導/棚内導演、男主角 臺灣中視 |
| 1990年 | 《我愛芳鄰》       | 導演、男主角 臺灣中視              |
| 1991年 | 《浪子悲歌》       | 制片                               |
| 1993年 | 《黄土地外的天空》 | 制片                               |
| 1996年 | 童安格《收留》     | MV中饰演医生一角                   |
| 2010年 | 《天涯赤子心》     | 監制                               |

## 主持作品
| 年份                     | 頻道         | 節目名稱               | 備註                                               |
| 1986年2月8日20:00～24:00 | 中國電視公司 | 《影視超級巨星慶團圓》 | 春節特別節目，分為四大段，寇世勳與施思主持第四段。 |
| 1999年3月23日21:00開播   | 中視衛星     | 《媽媽立法院》         | 中視衛星第一個現場直播call-in節目，與郭素春主持。  |

## 音樂作品

### 音乐专辑
| 年份   | 專輯名稱     | 唱片公司 | 曲目 |
| 1986年 | 《奇迹城市》 | 艺格唱片 | 1. 奇迹城市 2. 沉默的爱 3. 才发现 4. 在这重逢时候 5. 另一种生活 6. 如果我是我 7. 自传 8. 伸出我的双手 9. 如果你想拥有我 10. 交错的方向 |

## 廣告
- 大同公司「大同錄影機『U-VIDEO』」（型號：VRH-8300、VRB-8410）
- 大同公司「大同冰箱『無霜』」（型號：TR-3924F）
- 大同公司「大同彩視」（AV系列機種）

## 獎項
| 年份   | 頒獎典禮               | 獎項                     | 結果 |
| ------ | ---------------------- | ------------------------ | ---- |
| 1983年 | 民间杂志举办之观众票选 | 最佳电视男演员           | 獲獎 |
| 1983年 | 民间杂志举办之观众票选 | 最受欢迎男演员           | 獲獎 |
| 1984年 | 民间杂志举办之观众票选 | 最佳电视男演员           | 獲獎 |
| 1984年 | 民间杂志举办之观众票选 | 最受欢迎男演员           | 獲獎 |
| 1984年 |                        | 最有个性的男人           | 獲獎 |
| 1984年 | 第19屆金钟奖           | 最佳男演员               | 提名 |
| 1985年 | 第20屆金钟奖           | 最佳男演员               | 提名 |
| 1985年 |                        | 最有魅力的男人           | 獲獎 |
| 1986年 | 第21屆金钟奖           | 最佳男演员               | 提名 |
| 1987年 | 第22屆金钟奖           | 最佳男演员               | 提名 |
| 1989年 | 第24屆金钟奖           | 最佳男演员               | 提名 |
| 1990年 | 中国文艺协会           | 颁发的戏剧、电视类表演奖 | 獲獎 |
| 1990年 | 中国电视金鹰奖         | 海外华人最高荣誉特别奖   | 獲獎 |
| 2002年 | 第七届亚洲电视节       | 最佳男演员               | 獲獎 |
| 2015年 | 第4屆華劇大賞          | 最佳催淚獎               | 提名 |
| 2015年 | 第4屆華劇大賞          | 最佳實力派演員           | 獲獎 |
| 2015年 | 第4屆華劇大賞          | 最佳男演員獎             | 提名 |
| 2022年 | 2022亞洲影藝創意大獎   | 最佳男主角               | 提名 |

## 荣誉
- 1986年应L.A“美西华人学会”邀请参加年会，并担任晚会表演嘉宾。
- 1987年担任电视戏剧“导演”工作。
- 2006年受邀担任“食品药品安全形象大使”
- 2008年担任社区卫生服务公益活动“形象大使”

## 外部連結
- 寇世勳在互联网电影资料库（IMDb）上的資料（英文）
- 寇世勳在香港影庫上的簡介
- 寇世勳在豆瓣上的资料（简体中文）
- 寇世勳在台灣電影網上的資料（繁體中文）